# Lynette Fromme
Lynette Alice Fromme, nota anche con lo pseudonimo di Squeaky (Santa Monica, 22 ottobre 1948), è una criminale statunitense, ex membro della "famiglia" Manson. Altri pseudonimi da lei utilizzati furono Elizabeth Elaine, Williamson, Elaine Williamson, e Red.
Nel 1975 cercò di assassinare il Presidente degli Stati Uniti d'America Gerald Ford. Fu condannata alla pena dell'ergastolo, ma uscì dal carcere sulla parola in libertà vigilata per motivi di salute il 14 agosto 2009, dopo aver scontato quasi trentaquattro anni di condanna. Non rinnegò mai il suo passato e non si è mai detta pentita, rimanendo discepola leale e devota di Charles Manson.

## Biografia

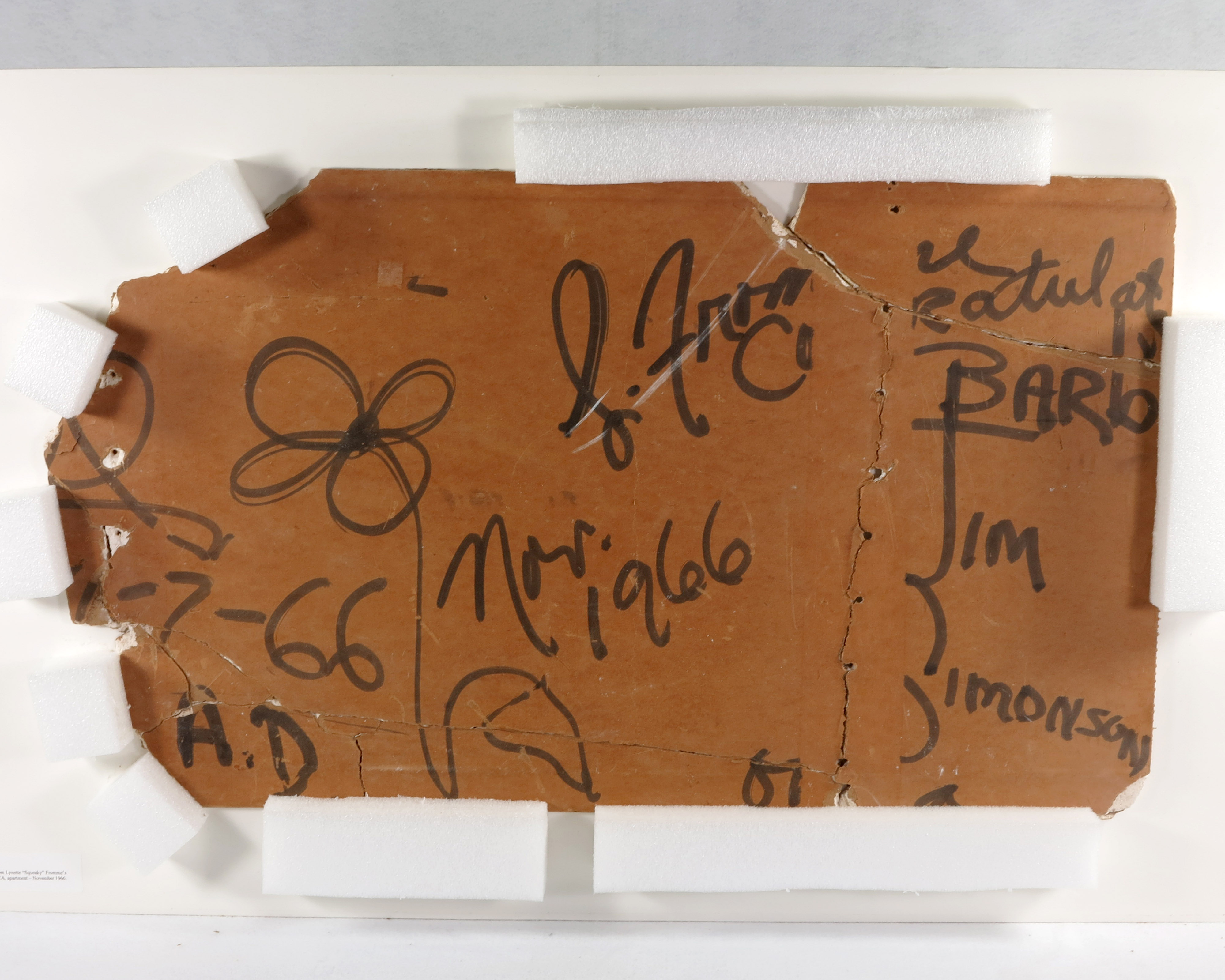
Una sezione della carta da parati di una parete dell'appartamento della Fromme a Redondo Beach

Lynette Fromme nacque a Santa Monica, in California, figlia di Helen (Benzinger) e William Millar Fromme, un ingegnere aeronautico. Da bambina, si esibì in un popolare corpo di ballo chiamato Westchester Lariats, che iniziò ad effettuare tournée negli Stati Uniti e in Europa alla fine degli anni cinquanta, e apparve al The Lawrence Welk Show e alla Casa Bianca.
Nel 1963, la sua famiglia si trasferì a Redondo Beach, e Lynette cominciò a fare uso di alcol e droghe. Si diplomò nel 1966 alla Redondo Union High School. Se ne andò di casa per qualche mese prima che suo padre la convincesse ad iscriversi all'El Camino College. Visse lì per circa due mesi, prima che una lite con i genitori la fece definitivamente scappare di casa e lasciare gli studi.

### Charles Manson & la Family
Nel 1967 Lynette arrivò a Venice Beach, in stato di forte depressione. Charles Manson era da poco uscito di prigione rilasciato su cauzione ed un giorno i due si incontrarono per strada. Charlie iniziò a parlare con la ragazza. Lynette rimase affascinata dalla filosofia di Manson e dal suo stile di vita; divennero amici viaggiando insieme ad altre ragazze, incluse Mary Brunner e Susan Atkins. Quindi andò a vivere nella comune hippie di Charlie, la "Famiglia Manson", nella California del sud presso lo Spahn Ranch (un vecchio ranch cinematografico in stato di semi abbandono) dove lavoravano per il proprietario, e presso il Barker Ranch nella Valle della Morte. Il vecchio proprietario dello Spahn Ranch, George Spahn, le diede il soprannome "Squeaky" perché spesso emetteva dei gridolini simili a squittii quando lui le pizzicava le cosce.

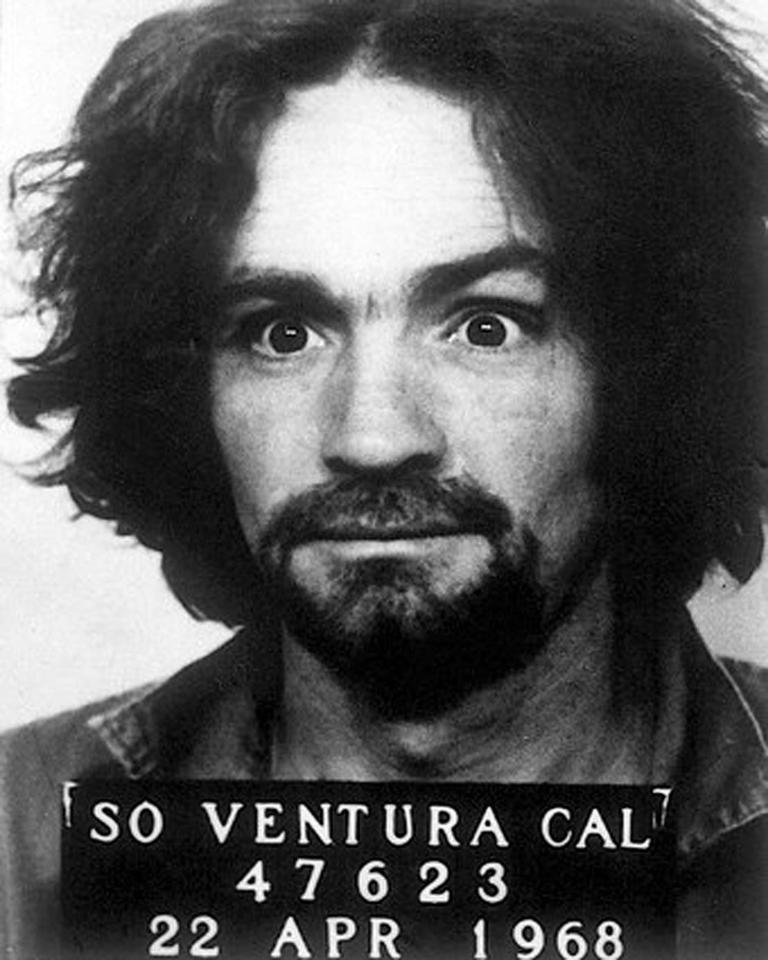
Charles Manson in una foto segnaletica del 1968

Nel 1969 Manson e alcuni dei suoi seguaci furono arrestati per gli omicidi di Sharon Tate e dei coniugi Leno e Rosemary LaBianca, e la Fromme con i restanti membri della Family si accampò fuori dal tribunale durante il processo. Manson, Patricia Krenwinkel, Leslie Van Houten, e Susan Atkins si incisero delle "X" sulla fronte, e così fecero Squeaky e gli altri ragazzi. Proclamavano a gran voce l'innocenza di Charles Manson, per loro una vittima del sistema, e predicarono la sua filosofia apocalittica ai mass media. La Fromme non fu mai incriminata per gli omicidi, ma venne arrestata per aver tentato di impedire ai seguaci incarcerati di Manson di testimoniare, nonché per oltraggio alla corte quando si rifiutò di testimoniare in aula. Le furono date brevi pene detentive per entrambi i reati.
In seguito, Squeaky Fromme e Sandra Good, altra fervente seguace di Manson, si trasferirono in un appartamento a Sacramento, perché volevano stare vicine a Manson che era stato trasferito nel carcere di Folsom. Circa nel 1973, Lynette Fromme cominciò la stesura di un libro di 600 pagine sulla Manson Family, includendo intricati disegni e foto; con il contributo di altri membri della Family. Provò a sottoporre l'idea a vari editori, ma alla fine decise di abbandonare il progetto dopo averne discusso con Clem Grogan, arrivando alla conclusione che fosse troppo compromettente (il libro, intitolato Reflexion, è stato infine pubblicato nel 2018 dalla Peasenhall Press).

### Omicidio a Stockton, California
Nel 1972 Lynette Fromme si stabilì a Stockton insieme a Nancy Pitman, Priscilla Cooper, e agli ex detenuti membri della Fratellanza ariana Michael Monfort e James Craig. Il gruppo incontrò la giovane coppia formata da James e Lauren Willett. Nel novembre 1972, Montfort e Craig costrinsero James Willett a scavarsi la fossa e poi lo uccisero con un colpo di pistola alla nuca perché temevano che potesse denunciarli alla polizia rivelando le numerose rapine che avevano compiuto dopo essere usciti di prigione. Il suo cadavere fu ritrovato con una mano che spuntava dalla tomba improvvisata. La polizia rintracciò l'auto di Willett davanti alla casa dove vivevano Squeaky e gli altri, e arrestò tutti in blocco. Nella cantina fu rinvenuto il corpo di Lauren, la diciannovenne moglie di Willett, uccisa con un colpo di arma da fuoco. La figlioletta di appena otto mesi dei Willett, Heidi, fu trovata sana e salva nella casa. La Fromme fu rilasciata per mancanza di prove circa la sua complicità nel duplice omicidio. Dopo aver lasciato Stockton, Lynette si trasferì a Sacramento andando ad abitare con Sandra Good.

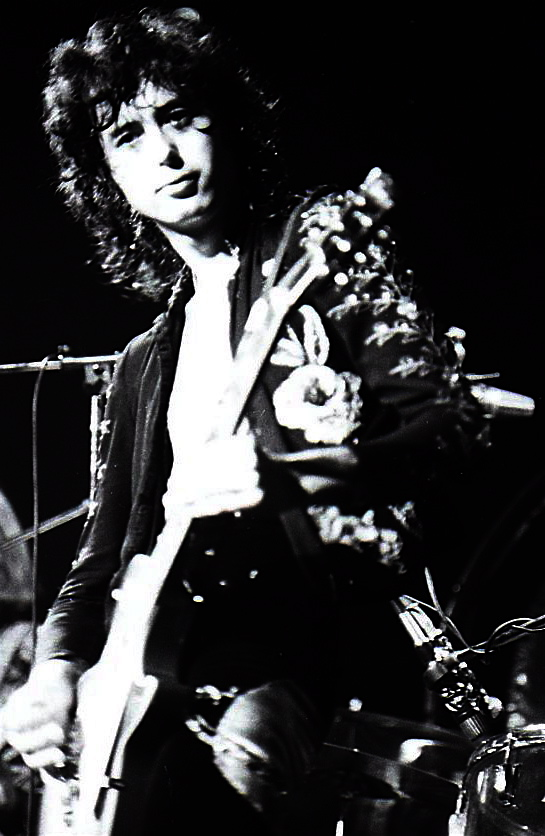
Jimmy Page, chitarrista dei Led Zeppelin

### Tentativi di contattare Jimmy Page
Nel marzo 1975, la Fromme conobbe Danny Goldberg, il vicepresidente della Swan Song Records, la casa discografica dei Led Zeppelin. Gli chiese di farle incontrare il chitarrista Jimmy Page per metterlo in guardia dalla "cattiva energia" che lo circondava. Asseriva di aver avuto una visione del futuro e voleva avvertirlo di un pericolo imminente. Goldberg le disse che non avrebbe visto Page fino alla sera seguente, al che Lynette rispose: "domani notte sarà troppo tardi probabilmente". Dopo una lunga discussione, Goldberg accettò di recapitare il messaggio a Page se la ragazza lo avesse scritto su un foglietto, ma il messaggio fu buttato nel fuoco senza essere mai letto.

### Fallito attentato a Gerald Ford
La mattina del 5 settembre 1975, la Fromme si presentò nei pressi del Campidoglio di Sacramento per parlare con il Presidente Gerald Ford della piaga del diboscamento planetario, vestita con una tunica rossa e armata di una pistola semiautomatica nascosta in una fondina legata a una gamba. Quando il Presidente Ford uscì all'esterno per recarsi a un colloquio con il governatore Jerry Brown, Squeaky puntò la pistola in direzione di Ford a meno di un metro di distanza da lui, ma l'arma si inceppò e la donna venne immediatamente immobilizzata e disarmata dal servizio d'ordine.
Al processo, descritta come "una donna piena di odio, capace di ogni violenza" dal pubblico ministero Dwayne Keyes, reagirà scagliandogli addosso il primo oggetto a portata di mano (una mela che si era portata dietro per mangiarla nella gabbia degli imputati), colpendolo al volto. In base a una legge del 1965 che rendeva il tentativo di assassinio di un Presidente un reato federale punibile con il massimo della pena, Lynette "Squeaky" Fromme fu condannata all'ergastolo, nonostante avesse dichiarato di aver voluto fare solo un atto dimostrativo, togliendo, prima dell'attentato, il proiettile che era in canna nella pistola.

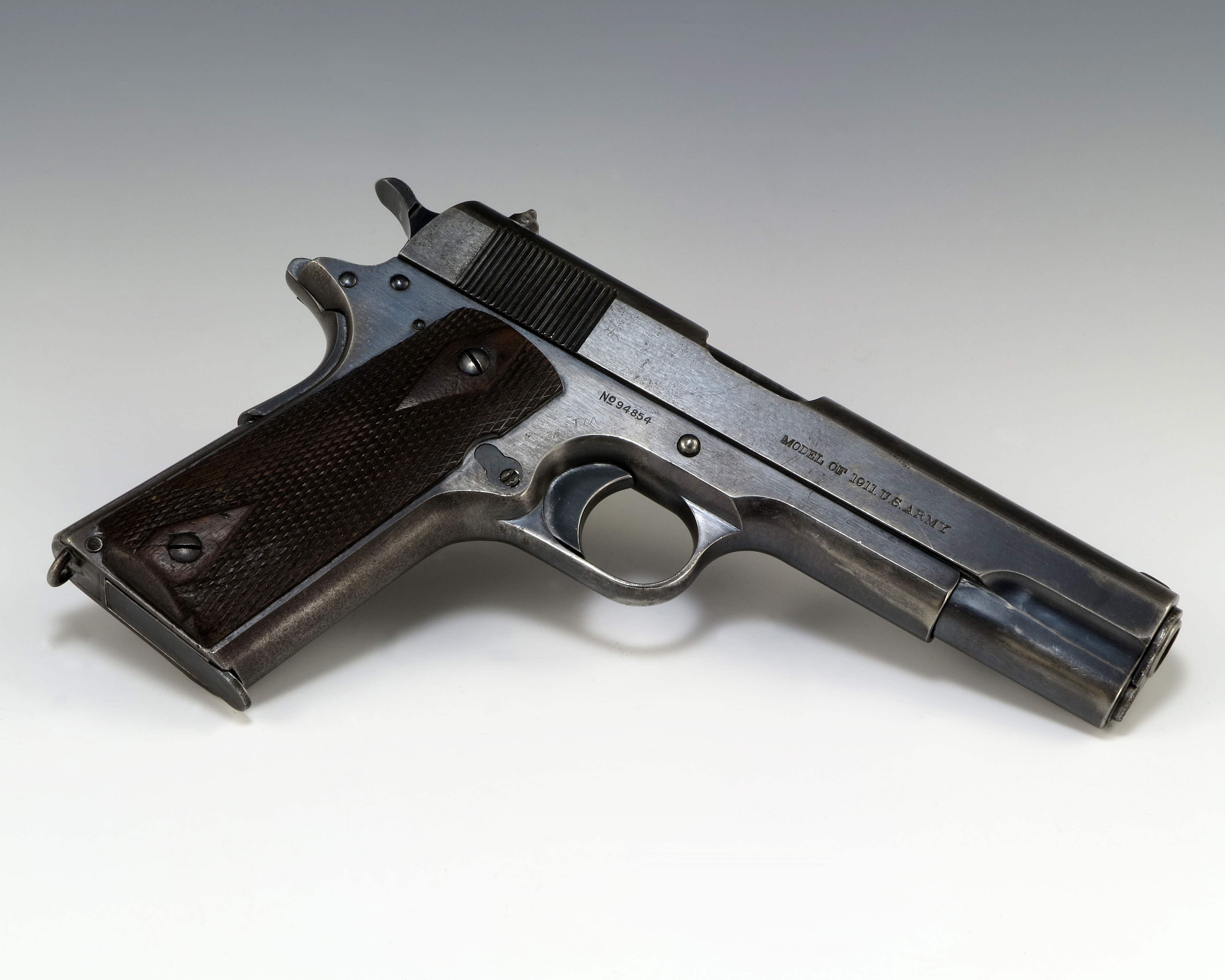
La pistola Colt M1911 calibro .45 utilizzata da Lynette Fromme per il tentativo di assassinio del Presidente Ford

### Detenzione e rilascio
Nel 1979 la Fromme fu trasferita in un altro carcere dopo che aveva aggredito con un martello la compagna di cella Julienne Bušić. Il 23 dicembre 1987, "Squeaky" Fromme, che stava scontando l'ergastolo, evase dalla prigione federale di Alderson, in Virginia Occidentale. Avrebbe voluto raggiungere Charles Manson, perché aveva sentito dire che era malato di cancro ai testicoli, ma venne catturata due giorni dopo. È stata rilasciata dal carcere in libertà vigilata, per motivi di salute, il 14 agosto 2009.
Non rinnegò mai il suo passato e non si è mai detta pentita. Rimase leale e devota a Manson fino alla fine. Vincent Bugliosi scrisse nel suo libro Helter Skelter, resoconto del processo Manson, che la Fromme e Sandra Good furono gli unici due membri della Manson Family che gli rimasero sempre fedeli. Una volta Squeaky disse a un giornalista dell'Associated Press: «Il sipario calerà presto su tutti noi e se non consegniamo tutto immediatamente a Charlie, sarà troppo tardi».

## Riferimenti nella cultura di massa
- Insieme a quella di John Hinckley, la storia della Fromme è una delle nove che vengono raccontate nel musical Assassins di Stephen Sondheim & John Weidman.
- Nel film Charlie Says di Mary Harron del 2018, Squeaky Fromme e interpretata da Kayli Carter.
- Nel film di Quentin Tarantino C'era una volta a... Hollywood del 2019, Squeaky è interpretata da Dakota Fanning.[18]